# Дюнер (филм)
{{subst:Proposed deletion|concern=This article does not meet Wikipedia's notability standards.}}
„Дюнер“ е български игрален филм от 2009 година по сценарий и режисура на Димитър Стефанов и Захари Вълчанов. Оператор е Мира Вълчанова.

## Състав

### Актьорски състав
| В ролите:                        |                        |
| Роля                             | Изпълнител             |
| -------------------------------- | ---------------------- |
| агент Стефанов                   | Димитър Стефанов       |
| агент Вълчанов                   | Захари Вълчанов        |
| полковник Александър Кушвалийски | Тодор Бенчев           |
| арабин 1 / арабин 2 / арабин 3   | Александър Стоилов     |
| новинар 1                        | Мира Вълчанска         |
| новинар 2                        | Александрина Стефанова |
| репортер                         | Богомила Данова        |
| ясновидецът                      | Николяй Георгиев       |
| в кадър                          | Къци Вапцаров          |